# Преузимање музике
Преузимање музике (познато и као дигитално преузимање) је дигитални пренос музике преко интернета на уређај који може да је декодира и репродукује, као што је лични рачунар, преносиви медијски плејер,  плејер или смартфон. Овај термин обухвата легална преузимања и преузимања материјала заштићеног ауторским правима без дозволе или законског плаћања. Према извештају агенције Nielsen, музика која се може преузети чинила је 55,9% укупне продаје музике у САД током 2012. године. До почетка 2011. само iTunes Store је остварио приход од 1,1 милијарде долара у првом кварталу своје фискалне године.